# Mineko Iwasaki
Pour les articles homonymes, voir Iwasaki.
Mineko Iwasaki (岩崎 峰子/岩崎 究香, Iwasaki Mineko), née Masako Tanaka (田中 政子, Tanaka Masako) le 2 novembre 1949 à Kyoto (Japon), est une femme d'affaires japonaise, auteure et ancienne geiko (terme employé à Kyoto pour désigner une geisha). Iwasaki était la geiko la plus célèbre du Japon jusqu'à sa retraite publique soudaine à l'âge de 29 ans. Elle est connue pour les prestations pour des célébrités et des têtes couronnées qu'elle a effectuées au cours de sa vie de geisha. Elle est devenue l'héritière en titre (atotori) de son okiya (maison de geishas) alors qu'elle était encore apprentie.
L'auteur américain Arthur Golden l'a interviewée afin de s'informer pour l'écriture de son roman Geisha publié en 1997. Iwasaki a par la suite regretté cette interview car elle a ainsi violé les devoirs de confidentialité propres à son activité. Elle a poursuivi Golden en raison du parallèle entre le livre et sa propre vie, et l'affaire a été réglée par un accord. Elle a ensuite publié en 2002 sa propre autobiographie intitulée Ma vie de geisha.

## Biographie
Née Masako Tanaka, elle quitte sa maison natale alors qu'elle n'a que cinq ans pour se consacrer à l'étude de la danse japonaise traditionnelle dans une okiya dans le quartier de Gion, à Kyoto. Elle est légalement adoptée par la propriétaire (okasan) de la maison, Madame Oima, et prend son nom de famille, Iwasaki.
Elle débute comme maiko à l'âge de 15 ans, étant également choisie comme héritière de la maison (atotori). Elle change son prénom en Mineko sur les conseils d'une diseuse de bonne aventure. À seize ans, elle devient la maiko la plus populaire de Gion, et devient geiko à son vingt-et-unième anniversaire.
Selon son autobiographie, Mineko Iwasaki a travaillé jusqu'à atteindre ses limites physiques et mentales, et a développé une maladie presque fatale des reins, dont elle a fini par se remettre. Au cours de sa carrière, elle a côtoyé beaucoup de célébrités et de personnalités politiques, tant japonaises qu'étrangères, comme la reine Élisabeth II et son fils Charles. Son succès et sa renommée ont aussi fait d'elle l'objet de rumeurs et de jalousies, et elle a subi du harcèlement sexuel et des agressions.
Après la mort d'une de ses principales mentors en 1980, Mineko Iwasaki devient de plus en plus frustrée par le monde des geishas, qu'elle juge trop dépendant des traditions et plein de failles dans son système éducatif. À la surprise générale, elle décide de se retirer au sommet de sa carrière, à 29 ans. Elle espérait que sa décision choquerait suffisamment Gion pour entraîner des réformes ; cependant, alors même qu'elle a été suivie par plus de 70 geishas de haut rang, rien ne change. Elle ajoute dans son autobiographie que la profession de geisha pourrait s'éteindre si elle ne s'adapte pas aux changements économiques et sociaux du Japon. Elle poursuit une carrière dans les arts après avoir épousé l'artiste Jin'ichirō Satō en 1982. Ils ont un enfant, Kosuke, né en 1983.

## Geishad'Arthur Golden
Mineko Iwasaki est l'une des geishas interrogées par Arthur Golden pour l'écriture de son roman Geisha. Elle affirme avoir accepté de participer à condition que son intervention reste confidentielle, mais Arthur Golden révèle son identité dans les remerciements du livre ainsi que dans plusieurs interviews dans des médias nationaux. Après la publication de Geisha, Mineko Iwasaki subit des critiques, et même des menaces de mort, pour avoir violé la loi du silence implicite qui règne sur la profession de geisha.
Elle se sent trahie par l'utilisation d'informations qu'elle considérait comme confidentielles par Arthur Golden, et dénonce le roman Geisha comme une représentation inexacte de la vie de geisha, en particulier la description d'une défloration rituelle dans le cadre du mizuage lors de l'accession au statut de geisha. Elle affirme n'avoir jamais subi un tel mizuage et que cette coutume n'existe pas à Gion.
Elle déplore également l'utilisation de nombreux épisodes de sa vie, le personnage principal de Geisha, Sayuri, ayant de nombreux points communs avec sa propre carrière de geisha. Beaucoup d'événements de cette carrière sont décrits de manière négative dans le roman, alors que Mineko Iwasaki les considère comme des expériences positives.
Dans des interviews publiques données par la suite, Mineko Iwasaki affirme que de nombreuses geishas ont critiqué sa participation aux recherches d'Arthur Golden, qui a rompu la tradition implicite de confidentialité autour de la communauté des geishas. Elle ajoute qu'elle a perdu des amis et des contacts à cause du scandale de son association avec le roman, et des fausses informations qu'il donne sur Gion.
Mineko Iwasaki poursuit Arthur Golden en justice pour rupture de contrat et diffamation en 2001. L'affaire est réglée par un accord hors tribunal en 2003.

## Ma vie de geisha
Après la publication de Geisha, Mineko Iwasaki écrit son autobiographie en réponse au roman. Le livre, co-écrit par Rande Gail Brown, décrit la vie de Mineko Iwasaki avant, pendant et après sa carrière de geisha. Il est publié sous le titre Geisha: A Life aux États-Unis et Geisha of Gion au Royaume-Uni, et devient un best-seller, également traduit dans d'autres langues, notamment en français sous le titre Ma vie de geisha.